# Unifikovaný palcový závit

Profil unifikovaného palcového závitu

Unifikovaný palcový závit je druh závitu používaný převážně ve Spojených státech a Kanadě. Závit má stejný profil jako závit metrický (ISO68) s vrcholovým úhlem 60°, avšak průměry a stoupání jsou dány v palcové míře (dle normy ISO725). Prvně byl závit schválen v r. 1948 ve Washingtonu zástupci normalizačních společností Kanady, USA a Anglie. Konečný a definitivní návrh byl schválen v roce 1960.
Základní řada unifikovaných závitů nese dle ČSN ISO 68-2 označení UN.
Další označení jsou:
- UNC – coarse – hrubý
- UNF – fine – jemný
- UNEF – extra fine – zvláště jemný – řady s proměnnou roztečí
- UNS – řady se stálou roztečí.

Tento systém závitů je platný pro všechny země s palcovým systémem.
Oproti závitu Whitwortovu zde došlo ke dvěma zásadním změnám:
1. změna profilu závitu, Whitworthův závit má vrcholový úhel 55°.
2. závity do rozměru UN1/4" byly stanoveny v pravidelnější řadě a označeny ne zlomkem, ale pořadovým číslem (0 - 12). Z nich odpovídá rozměry a stoupáním Wz pouze No5 (1/8). Od UN1/4" jsou rozměry UN závitů shodné s Wz.